# Een wolf in schaapskleren
Een wolf in schaapskleren is het achtste deel van de Nederlandse detectiveserie De Waal en Baantjer, die vanaf deel 4 door alleen Simon de Waal werd verzorgd na het overlijden van Appie Baantjer.

## Samenvatting
De twee rechercheurs van deze detectiveserie zijn:
- Peter van Opperdoes. Na 25 jaar recherchewerk aan het bureau Warmoesstraat heeft hij overplaatsing gevraagd naar politiebureau Raampoort aan de Marnixstraat. Hij woont aan de Brouwersgracht en is onlangs kinderloos weduwnaar geworden. Hij meent nog goed contact met zijn overleden vrouw te hebben.
- Jacob. Rechercheur van bureau Raampoort. Hij is getrouwd en heeft twee kinderen. Het bureau Raampoort ziet onder andere toe op de Amsterdamse volkswijk De Jordaan.

## Verhaal
Om drie uur in de nacht wordt Peter door een geschrokken Carlo van het café Papeneiland meegenomen naar de Prinsengracht. Ze treffen in het water een dode jongeman aan, die volgens schouwarts Cathelijne de Wind door verdrinking om het leven is gekomen. Op hem vinden ze slechts wat papiergeld, sleutels en een telefoon. Via het IMEI-nummer weet digitaal rechercheur IJsselstein nog het laatste telefoongesprek te achterhalen wat betreft tijdstip en gesprekspartner. Het gesprek is gevoerd met Rafiqa, die achter de bar werkt in een café aan de Derde Goudsbloemdwarsstraat. Voorheen was de naam van het café Co Meijer, maar na het beëindigen van de opnames voor de televisieserie Baantjer werd het omgedoopt in café Lowietje Peter van Opperdoes vertelt Jacob dat hij zowel Piet Römer als Appie Baantjer goed gekend heeft. Omdat Peter op de kruk van De Cock gaat zitten krijgt hij een cognackie aangeboden, dat hij afslaat. Ze krijgen wel het adres van haar gesprekspartner aan de Prinsengracht 46.
Het opgegeven pand blijkt een studentenhuis. Ze maken kennis met Frank den Tex, David van Veen en Paul. Ook Jan Willem van Deventer woont er, maar hij is afwezig. Op de kamer van de overleden Jan Willem vinden ze een bankrekeningnummer en een foto samen met Rafiqa. Thuis bij de moeder van Jan Willem te Laren komen ze zijn scriptiebegeleider Frits van Munster tegen. Bedrijfsleider Walter van café Lowietje blijft erg onwillig om enige medewerking te verlenen, totdat Peter hem vraagt of hij zelf kinderen heeft.
Toch zit het onderzoek muurvast en Peter gaat in felle discussie met zijn overleden vrouw, die hem nogmaals opdraagt op zijn gevoel af te gaan. Bij een tweede bezoek aan de kamer van Jan Willem betrappen ze daar Frits van Munster. Ze vinden er ook een stapel bankbiljetten en een rekeningafschrift van een dure armband die Rafiqa nog steeds draagt. De bardame noemt ene “De Regelaar” als inkomstenbron voor Jan Willem. De vader van Jan Willem is onlangs gescheiden en woont aan de Prinsengracht. De twee rechercheurs zien hem bungelend aan een touw. Ze vinden een emotionele afscheidsbrief op de plaats delict en maken kennis met zijn nieuwe vriendin Kitty Kampers. De twee rechercheurs besluiten tot zelfmoord en geven het lichaam vrij. Bedrijfsleider Walter zet hen vervolgens op het spoor van de vriend van Rafiqa, Brahim. Na een korte achtervolging rekent Jacob hem in. Brahim bekent niet meer dan een goed gesprek te hebben gevoerd met Jan Willem. Want die moest zijn meissie met rust laten.
De volgende dag besluit Peter na een intensieve droom zijn cowboyjas aan te trekken. Hij weet via een anonieme uitgelokte tip het werkadres van “De Regelaar” op te sporen. Hij lijkt studenten als koeriers te gebruiken voor speciale opdrachten. Ze achtervolgen een koerier vanaf de Bethaniënstraat naar een adres aan de  Oudeschans in het zicht van de Montelbaanstoren. Ze nemen Robert van Inden mee die toegeeft cocaïne te hebben rondgebracht. De twee rechercheurs besluiten tot een inval in de Bethaniënstraat, waar ze Luuk van Hout en Pieter Brands oppakken in hun cocaïnedistributiebedrijfje. In zijn stamcafé arresteren ze De Regelaar, Heer Lauxberg.
Zijn vingerafdrukken zitten op een papierfragment met het telefoonnummer van Jan Willem. Na nieuwe camerabeelden uit café Lowietje, arresteren ze in de universiteitsbibliotheek de scriptiebegeleider Frits van Munster. Die bekent onderzoeksfraude te hebben gepleegd, waarmee Jan Willem hem chanteerde. Maar hij heeft Jan Willem met geen vinger aangeraakt. Commissaris Van Straaten moet helaas meedelen dat de OvJ Pieter Brands alweer heeft laten gaan. Laatstgenoemde vonden de twee rechercheurs nu juist de gevaarlijkste van het duo. Terwijl Peter op een dropje sabbelt vraagt zijn commissaris hoe hij toch verkouden is geworden in dit jaargetijde? “Nat geworden ergens?”
Bij het naar huis gaan worden de twee rechercheurs ontboden bij een steekpartij in een huis aan de Prinsengracht. Ze vinden een neergestoken Frank den Tex, die door Paul wordt verzorgd. David is verdwenen. Peter noemt de bewoners nu ”Wolven in schaapskleren”. Jacob vindt onder een auto een bebloed mes. Even later wordt een hoestende David aangehouden, die een beschrijving geeft van iemand die wel erg op Pieter Brands lijkt als mogelijke dader.De twee rechercheurs nmen de bankbiljetten uit Jan Willem zijn kamer mee voor onderzoek op vingerafdrukken. En ze vinden nat wasgoed, waarvan Peter wil weten of er grachtenwater opzit. In beide gevallen leidt het spoor naar David. Laatstgenoemde bekent Pieter Brands te hebben geript, bankbiljetten te hebben verstopt in de kamer van Jan Willem en na een toevallige nachtelijke ruzie laatstgenoemde de gracht in te hebben geslagen.
Op het balkon van bureau Raampoort houden de twee rechercheurs een nabespreking onder het genot van sigaren. Voor Frank ziet de toekomst er goed uit. Het is tevens een waardevolle getuige, ook na de bekentenis van David. Peter houdt het wat David betreft op dood door schuld. Zijn natte kleren pleiten voor hem. Pieter Brands gaan ze voor de tweede keer aanhouden wegens poging tot moord op Frank. Als Jacob weg is komt Peter zijn vrouw nog even langs. Peter had wel wat meer aandacht aan het hoesten van David mogen besteden. Zelf hoestte hij ook. Ze besluiten na enig gekibbel dat het allemaal gewoon toeval was.